# Bertópolis
Bertópolis é um município brasileiro do estado de Minas Gerais. Sua população estimada em 2022 era de 4.451 habitantes em uma área de 28,56 km², segundo dados do IBGE 2022.

## Turismo e Cultura
Bertópolis é muito conhecida pela sua tradição, quando comemorada a festa do padroeiro São João Batista nos dias 22, 23 e 24 de Junho, tendo um número de visitantes em aproximadamente 4.000 pessoas. A festa é muito popular e ganha mais espaço a cada ano.
O São João em Bertópolis é celebrado com tradicionais festas, barraquinhas típicas, danças, quadrilhas e comidas regionais, proporcionando momentos de confraternização e o reencontro de familiares e moradores que retornam de outras cidades ou até do exterior. A cidade é um dos principais pontos turísticos da região, destacando-se pela hospitalidade de seus habitantes. Na zona rural, muitos moradores buscam se sustentar por meio da agricultura, além da criação e engorda de gado, uma prática comum em cidades do interior. Em relação à cultura e religião, os moradores de Bertópolis são conhecidos por sua devoção e conhecimento. A cidade é tranquila, sem grandes conflitos ou distúrbios entre a população. Bertópolis também é carinhosamente chamada de "Os Berto" ou "Bertim de Açúcar".

## Instituições Financeiras
Atualmente, a cidade conta com a presença do Sicoob (cooperativa), dos Correios, das Loterias da Caixa Econômica, além dos correspondentes do Bradesco e do Banco do Brasil.

## Centro Comercial
Bertópolis, tradicionalmente conhecida pelo comércio de bares e mercearias, tem experimentado um crescimento e desenvolvimento nos últimos anos. Além dos estabelecimentos tradicionais, a cidade agora conta com uma variedade de novos negócios, como supermercados, academias, lojas de roupas, lojas de eletroeletrônicos, materiais de construção, entre outros. Esse diversificado setor comercial reflete a transformação e expansão da cidade.

## Curiosidades
Sua bandeira originariamente foi criada via concurso escolar organizado pelo professor, Claudemiro Pina da Silva, em 1979. Tal concurso foi vencido pelo aluno do à época 5° ano, Ezequiel Leandro de Brito, que foi homenageado com uma camiseta comemorativa.